# Rosenow
Rosenow – gmina w Niemczech,  w kraju związkowym Meklemburgia-Pomorze Przednie, w powiecie Mecklenburgische Seenplatte, wchodząca w skład Związku Gmin Stavenhagen.
W lesie pod miejscowością Rosenow poległ 26 sierpnia 1813 w potyczce z wojskami napoleońskimi niemiecki poeta Theodor Körner.
Dzielnice: 
- Karlshof
- Luplow
- Rosenow
- Schwandt
- Tarnow
- Voßfeld